# 防水ケース

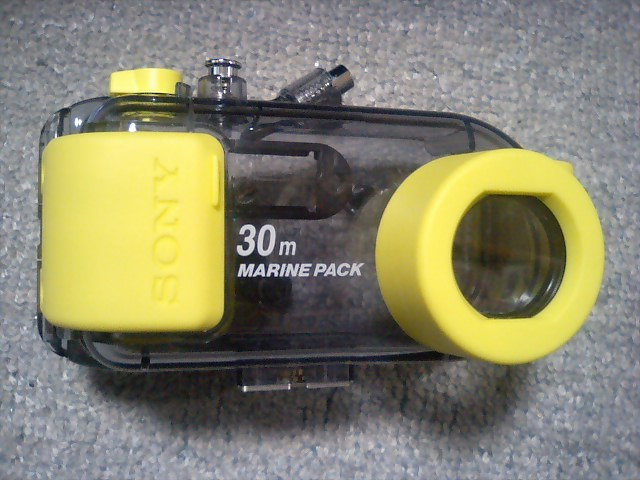
Sony DSC-P1用 マリンパック

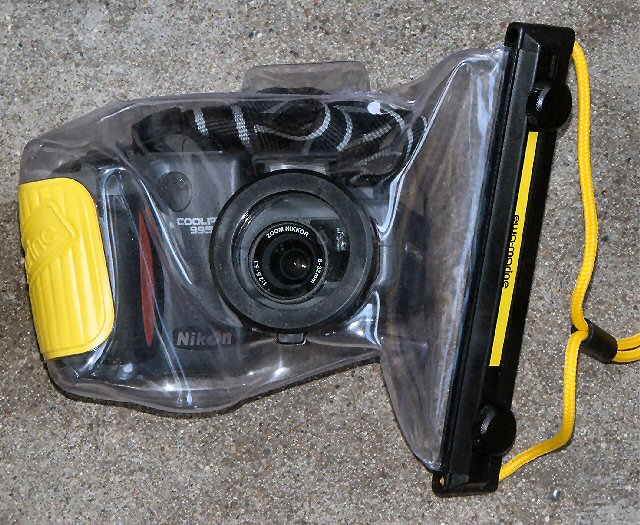
簡易防水ケースを装着したCOOLPIX 995

防水ケース（ぼうすいケース）とは、カメラ（銀塩カメラ、デジタル・カメラ）やビデオカメラ等の機材を、水のかかる場所や水中で使用するための補助用具である。

## 概要
防水ケースは、本来水に触れてはならない家電製品等を水際や水中で使用できるようにするための用具である。単なる防水性のケースとは異なり、製品そのものを防水構造のケースの中に入れた状態で、内部の製品を操作、使用できるようにされている。ただし、防水ケースを装着した製品は、一般的に機能の一部または大部分が制限される。
素材は主にプラスチックまたはFRP、ガラス、ステンレス等であり、表面に塗装は施されていない場合が多い。
防水ケースは、カメラ用のものが代表的であるが、他にも様々な製品向けのものが開発されている。その呼称も、ハウジング、ウォータープルーフケース、ウォーターパック、マリンパック、アクアパック、防水プロテクター等、メーカーによって様々である。
以下に、製品の分野ごとに代表的な例について説明する。

### カメラ
従来、ニコンのニコノスをはじめとする水中カメラと呼称される水中撮影用の銀塩カメラ製品も存在したが、その大部分が業務用であり、一般に広く普及するものではなかった。
その後、主にレジャーや学術上の目的で水中カメラを使用するニーズが高まり、市販のカメラを防水ケースに入れることで水のかかる場所や水中での撮影を簡易的に可能とした防水ケースが開発された。ニコンは、ニコノスシリーズの生産終了の一因に、防水ケースが主流になったことを挙げている。
現在では、オリンパス、カシオ、キヤノン、ソニー、パナソニック、フジ等がデジタル・カメラのオプションとして防水ケースを準備している。
近年になり、デジタル・カメラにおいては、防水ケースを使用しなくても、生活防水程度の防水性能を持つ製品や、JIS防水保護等級8級程度の防水性能を有し水中撮影が行える製品も増えている。
たとえば、後者の先駆的な存在としては、ソニーCyber-shot DSC-U60（JIS防水保護等級6/7級、防水1.5m防水、2003年6月発売）が挙げられ、2007年7月現在で販売されている製品としては、オリンパスOLYMPUS μ770SW（JIS防水保護等級8級、水中10m防水）、ペンタックスOptio W30（JIS防水保護等級8級、水中3m防水）、サンヨーXacti DMX-CA65（JIS防水保護等級8級、水中1.5m防水）等がある。
しかしながら、製品数の上では、単体で水中撮影が行える製品よりも、オプションとして防水ケースが準備されている製品の方が多い状況には変わりない。
また、最近では、デジタルカメラやカメラ付き携帯電話用の塩化ビニルを素材とした簡易的な防水パックや、防水ケースが予め装着されたレンズ付きフィルムも発売されている。例えば、コダックが2004年3月に発売したスナップキッズ 15m防水は、水中15m防水と通常の防水デジタル・カメラを上回る防水性能を有する。これは、フィルムや電池などの交換を前提としておらず、操作部やレンズのズームなどの可動部が少ないためと考えられる。

### その他
防水ケースは、カメラ用ばかりではなく、様々な製品向けに開発されている。その例としては、小型テレビ、携帯ゲーム機、照明灯といった家電製品が挙げられる。
多くはカメラ用防水ケースの様に水中での使用を想定したものではなく、風呂場での使用などの日常生活防水程度の性能を有し、構造的にも簡素で比較的安価な製品が多い。

## 防水ケース向け関連製品
防水ケースとカメラを用い、水の中で映像を撮影する場合、多くは紫外線の影響で青みがかった写像となる。通常、特別な用具を使用せずに水中撮影が行える事を売り物にした防水デジタル・カメラには、こうした青みを軽減させ、自然な色合いにするためデジタル処理を用いて色調補正する機能が搭載されているのが一般的である。
しかし防水ケースを装着して撮影する際、使用するカメラの多くは、設計段階で水中での撮影を想定していないカメラであるため、防水ケース側にオプションとして色調補正レンズが設定されている場合が多い。こうしたレンズは一般的に反対色とされる黄色がかったレンズである事が多く、色調はある程度補正されるものの全体的に暗みがかってしまうという欠点がある。
ダイビングなどの深度が大きく暗い状況での撮影や、上記のフィルターによる影響を解決するため、オプションとして、防水ケースに装着して水中で使用できる撮影用ライトが設定されることも多い。水中撮影においてはフラッシュとシャッターのタイミングがずれる場合があり、撮影用ライトには、こうした問題を緩和させる意味もある。